# Aphytis japonicus
Aphytis japonicus is een vliesvleugelig insect uit de familie Aphelinidae. De wetenschappelijke naam is voor het eerst geldig gepubliceerd in 1962 door DeBach & Azim.